# Matt Weston
Matt Weston (* 2. März 1997 in Redhill) ist ein britischer Skeletonsportler. 2023 wurde er erstmals Welt- und Europameister im Einzel im Skeleton sowie Zweiter im Gesamtweltcup.

## Karriere
Weston widmete sich zunächst dem Taekwondo, startete dabei bei Wettbewerben der International Taekwon-Do Federation (ITF). Weston galt als Jugendlicher sehr ambitioniert und hatte bereits einige, auch internationale Wettbewerbe gewonnen. Eine Rückenverletzung (Stressbruch) beendete im Alter von 17 Jahren seine weitere Karriere im Kampfsport. Daraufhin wechselte Weston zunächst zum Rugby, wo er ebenfalls ein gutes Niveau erreichte. 2017 meldete sich West beim Talent-Programm „Discover Your Gold“. Weston wurde daraufhin getestet und für die Sportarten Shorttrack, Siebener-Rugby, Bahnradsport, Rudern oder aber eben Skeleton für geeignet befunden. Letztlich wurde Weston nach Trainingseinheiten bei den Royal Marines für Skeleton ausgewählt und entsprechend trainiert.
In der Saison 2019/20 bekam Weston am 8. Dezember 2019 seine erste internationale Startchance. Nach anfänglich hinteren Platzierungen belegte Weston bei seinem fünften Europacup-Rennen am 11. Januar 2020 erstmals einen Podiumsplatz, dem zwei Wochen später noch ein weiterer folgte. Daraufhin wurde er am 31. Januar 2020 erstmals im Weltcup eingesetzt. Ein erstes Ausrufezeichen setzte Weston gleich bei seiner ersten Weltmeisterschaft im Februar/März 2020 in Altenberg. Während er im Einzel nur den 15. Platz belegte, erreichte er in der Disziplin Mixed zusammen mit Madelaine Smith den vierten Platz, nur drei Hundertstel hinter den Bronzemedaillengewinnern aus Italien. Weston war dabei von allen Männern die schnellste Zeit gefahren.
In der Folgesaison 2020/21 gelang Weston am 18. Dezember 2020 in Igls mit einem zweiten Platz seine erste Podiumsplatzierung im Weltcup. Dabei lag er nur zwei Zehntel hinter der lettischen Legende Martins Dukurs.
In der Saison 2021/22 gewann Weston am 26. November 2021 erstmals einen Weltcup. Auf der Olympia-Eiskanal in Igls war er an einem historischen Ereignis beteiligt. Gleich drei Fahrer teilten sich den Sieg, darunter der Chinese Wenqiang Geng, der erstmals überhaupt einen Skeleton-Weltcup für China gewann. Für Großbritannien war es auch der erste Weltcupsieg seit Januar 2008. Dritter im Bunde war Christopher Grotheer.
Bei den 2022 stattfindenden Olympischen Winterspielen in Peking folgte die Ernüchterung. Seit Wiedereinführung der Sportart Skeleton bei Olympischen Spielen im Jahr 2002 hatten britische Athleten bei allen Spielen Olympiamedaillen errungen, zuletzt Bronze bei den Männern für Dominic Parsons sowie Gold und Bronze bei den Frauen für Elizabeth Yarnold und Laura Deas bei den Olympischen Winterspielen 2018 in Pyeongchang. Somit war die Erwartungshaltung bei der traditionsreichen Skeleton-Nation für Peking recht hoch. Allerdings war nach dem Rücktritt des sehr erfolgreichen britischen Nationaltrainers Andi Schmid ein Abwärtstrend bei den britischen Skeletonis zu beobachten. Bei Olympia 2022 erlebten die britischen Skeletonis nachgerade ein Debakel. Bei den Frauen belegten die britischen Athletinnen die Plätze 19 und 22, bei den Männern war Matt Weston mit Rang 15 der beste britischen Skeletoni.
Nach dieser großen Enttäuschung für den britischen Verband wurde im Mai 2022 zunächst der Coach der lettischen Legende Martins Dukurs, der Österreicher Matthias Guggenberger verpflichtet. Im August 2022 konnte der britische Verband den nächsten Coup vermelden. Dukurs selbst wurde für den Olympiazyklus bis zu den Olympischen Winterspielen 2026 als Performance Coach verpflichtet.
Die Neuverpflichtungen im Trainerstab zeigten schon zu Beginn der Saison 2022/23 sofort Wirkung. Den Weltcupauftakt in Whistler gewann Westons Teamkollege Marcus Wyatt, während Weston Dritter wurde. Nach dem völlig verkorksten 2. Weltcup in Park City, bei dem Weston im Feld von 19 Startern nur 18. wurde, gewann der Brite anschließend fünf der sechs verbliebenen Weltcup-Veranstaltungen. Bei den Europameisterschaften in Altenberg wurde Weston vor Dauerrivale Christopher Grotheer erstmals Europameister. Bei der Weltmeisterschaft in St. Moritz demonstrierte Weston seine herausragende Form. Mit 1,79 Sekunden Vorsprung wurde er vor dem Italiener Bagnis überlegen erstmals Weltmeister. Weston fuhr dabei in allen vier Läufen Bestzeit. In der Mixed-Staffel gewann Weston darüber hinaus zusammen mit Laura Deas die Silbermedaille, nur 13 Hundertstel hinter dem deutschen Duo Kreher/Grotheer. Mit Bronze für Crowley/Thompsons wurde die Wiederauferstehung des britischen Skeletonsports komplettiert.
Im Weltcup 22/23 lieferte sich Weston bis zum Schluss ein Kopf-an-Kopf-Rennen mit Christopher Grotheer. Letztlich gewann der deutsche Olympiasieger von 2022 mit 51 Punkten Vorsprung vor Weston. Schon ein 11. Platz hätte dem Briten in Park City gereicht, um am Ende den Weltcup zu gewinnen. Allerdings hatte der Brite im IBSF-Skeleton-Ranking bei den Männern die Nase vorn. Durch seinen Weltmeistertitel und das gleichzeitig schlechte Abschneiden von Grotheer bei der WM 2023 lag Weston in der Rangliste am Ende mit 1750 Punkten vor Grotheer mit 1656 Punkten.

## Platzierungen nach Saison
| Saison  | Weltcup | WM     | WM    | EM | OS  |
| Saison  | Weltcup | Einzel | Mixed | EM | OS  |
| ------- | ------- | ------ | ----- | -- | --- |
| 2019/20 | 34.     | 15.    | 4.    | –  | –   |
| 2020/21 | 9.      | 23.    | 4.    | –  | –   |
| 2021/22 | 10.     | –      | –     | 9. | 15. |
| 2022/23 | 2.      | 1.     | 2.    | 1. | –   |
| 2023/24 | 1.      | 2.     | 2.    | 2. | –   |
| 2024/25 | 1.      | 1.     | 2.    | 5. | –   |

## Weltcupsiege
| Nr. | Datum         | Ort         | Bahn                                 |
| --- | ------------- | ----------- | ------------------------------------ |
| 01. | 26. Nov. 2021 | Innsbruck   | Olympia Eiskanal Igls                |
| 02. | 16. Dez. 2022 | Lake Placid | Olympia-Bobbahn Mount Van Hoevenberg |
| 03. | 13. Jan. 2023 | Altenberg   | Rennschlitten- und Bobbahn Altenberg |
| 04. | 20. Jan. 2023 | Altenberg   | Rennschlitten- und Bobbahn Altenberg |
| 05. | 10. Feb. 2023 | Innsbruck   | Olympia Eiskanal Igls                |
| 06. | 17. Feb. 2023 | Sigulda     | Rodelbahn Sigulda                    |
| 07. | 15. Dez. 2023 | Innsbruck   | Olympia Eiskanal Igls                |
| 08. | 3. Jan. 2025  | Winterberg  | Veltins-Eisarena                     |